# Сливнишко македонско благотворително братство
Сливнишкото македонско благотворително братство „Григор Пърличев“ е организация на бежанците от областта Македония, установили се в Сливница.

## История
На 2 август 1925 година благотворителното братство на общо събрание си избира ново настоятелство в състав Иван Г. Караиванов (председател), Васил Т. Траянов (подпредседател), Кръстьо А. Попов (секретар), Константин Григоров (касиер) и съветници Алекси Георгиев, Георги Михайлов и Тома Георгиев. В контролната комисия влизат Милан Костов и Атанас Матеев.